# Volcán Rincón de la Vieja
El volcán Rincón de la Vieja es un estratovolcán complejo ubicado en Costa Rica, localizado en el noroeste del país, en el cantón de Upala en la provincia de Alajuela y en el cantón de Liberia en la provincia de Guanacaste, a 23 km NNE de la ciudad de Liberia. Posee una altura de 1895 m s. n. m., con una extensión entre 100 y 130 km².
El Rincón de la Vieja es uno de los volcanes activos y hermosos de Costa Rica. Su cúspide está compuesta de al menos nueve aperturas eruptivas localizadas en un arco NO-SE. Una de sus características principales es la presencia de gran cantidad de actividades secundarias (solfataras, fumarolas, volcanes de barro, fuentes termales y otros), algunas de las cuales se utilizan para la producción de energía geotérmica. Su última erupción ocurrió el 26 de julio de 2025.
El volcán Rincón de la Vieja forma parte del parque nacional Rincón de la Vieja, perteneciente al Área de Conservación Guanacaste (ACG), administrada por el Sistema Nacional de Áreas de Conservación de Costa Rica, y declarada Patrimonio de la Humanidad por la UNESCO en 1999. Creado el 23 de octubre de 1973 y con una extensión es de 14 300 hectáreas, el Rincón de la Vieja es el parque nacional más visitado del ACG.

## Toponimia
La mención más antigua del nombre Rincón de la Vieja se encuentra en el documento "Estadística de las haciendas y ganados de la provincia de Nicoya", del vicario D. Tomás Gómez Tenorio, en 1751.

El Capitán don Manuel de la Zerda tiene su hacienda de Campo nombrada Santa Juana en el sitio del Rincón de la Vieja, y en él ochocientas reses de ganado mayor.

En 1861, el explorador alemán Alexander von Frantzius lo registra como volcán La Vieja o volcán Rincón de la Vieja. Para este explorador, el nombre del volcán es compuesto:

Separado por una ancha hondonada del Orosí, se encuentra al este el segundo volcán, La Vieja. Este está, como la mayoría de los volcanes, rodeado por una pared formada por un número de conos de traquita, entre los que se pueden enumerar como los más importantes, el Cerro Rincón y Mongote. Por ello con frecuencia, se denomina al volcán también Rincón de la Vieja.

En 1917, los investigadores Calvert y Calvert sugirieron que el origen del nombre podría deberse a la presencia, en esta zona montañosa, de una mujer muy anciana o matrona. Según su relato, los pobladores del lugar se referían al sitio donde ella vivía como "el rincón de la mujer vieja".
En el contexto costarricense, la palabra rincón no solo denota un escondrijo o sitio apartado dentro de una casa, sino también un lugar remoto o de difícil acceso. Por ello, la expresión "el rincón de la vieja" habría sido utilizada popularmente para aludir tanto a la figura de la anciana como al carácter inhóspito y lejano del lugar.
Su nombre también se atribuye a una antigua leyenda Chorotega, en la cual la vieja sería una temible bruja a la cual los indígenas llevaban su sustento en vasijas de cerámica, pero que, luego de ser retada por un cura, quedó atrapada entre el barro espeso y caliente de la laguna del volcán.

## Aspectos físicos

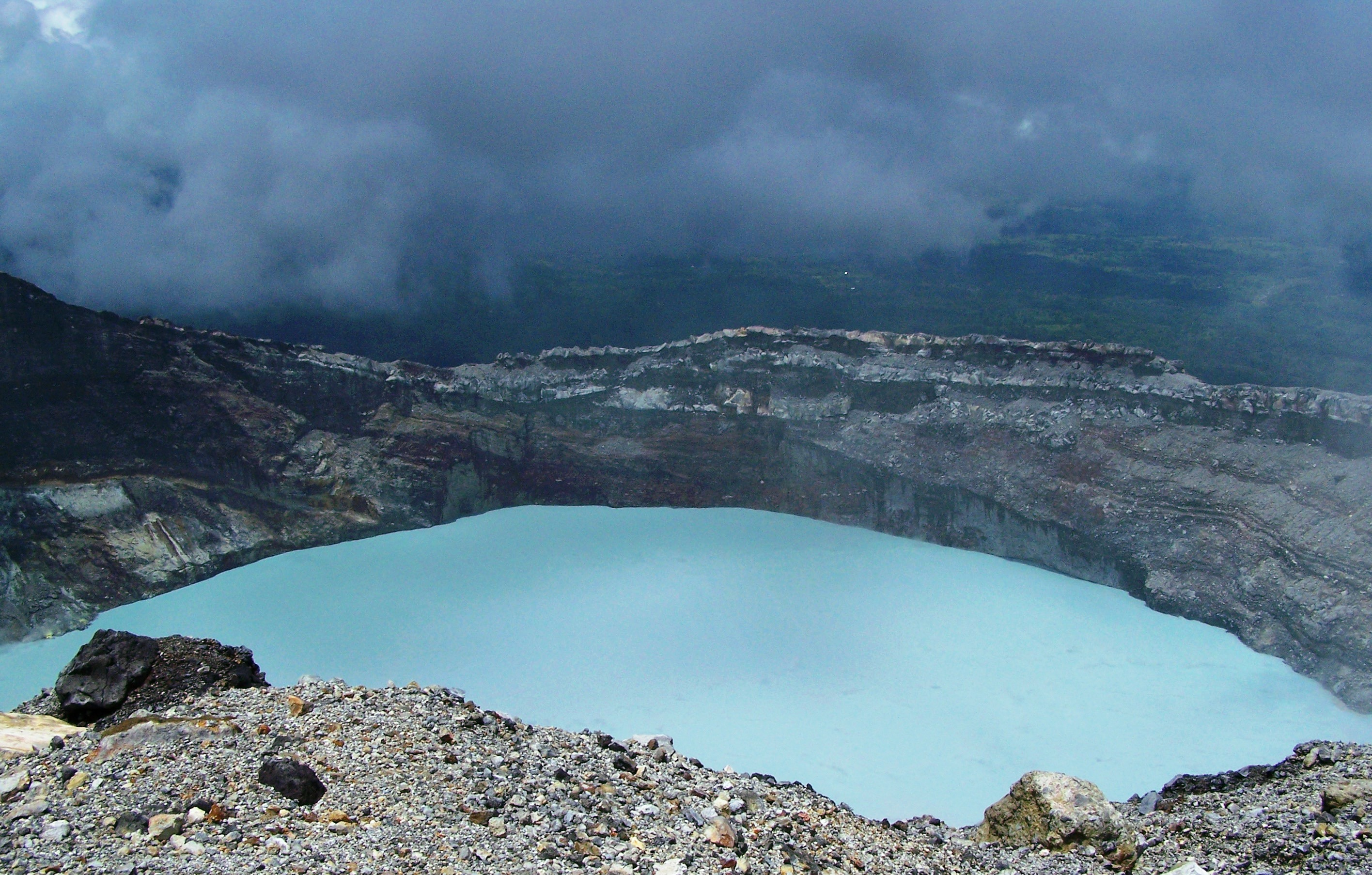
Laguna cratérica del volcán Rincón de la Vieja.

El volcán Rincón de la Vieja posee nueve focos cratéricos, alineados casi paralelos al eje de la cordillera volcánica. La cúspide del volcán tiene forma de arista alargada y arqueada, relativamente llana, con una anchura entre 1 y 1.5 km, dispuesta de noroeste a sureste. El primer cráter se halla en un cono muy derruido por la erosión, al noroeste del complejo. Le sigue un segundo cono con un cráter de 1 km de diámetro y a 1700 m s. n. m. El actual cráter activo del volcán (#4 de noroeste a sureste) mide casi 700 m de diámetro y cuenta en su interior con una laguna caliente termo mineral de varias centurias de edad, que posee colores, volumen y temperatura variables, marcada acidez, actividad de fumarolas, siendo el foco de las principales erupciones históricas en los últimos 3500 años.
Al este del cráter activo, se encuentra el cráter #3, localizado en el cono Von Seebach, de unos 300 m de diámetro y a 1895 m s. n. m. El cráter #5 se halla por completo cubierto de vegetación, lo que lo diferencia de los otros cráteres. Mide 600 m de diámetro y posee una pequeña laguna. En la cima del macizo principal se encuentra, a 1560 m s. n. m., una laguna de represamiento de aguas meteorológicas, ubicada entre los conos cuarto y quinto.
Hacia el sureste del cráter principal del Rincón de la Vieja, se halla el volcán Santa María (a 1916 m s. n. m.), que constituye el séptimo cráter del complejo y a su vez es cono gemelo del Rincón de la Vieja. Este volcán posee una laguna que ocupa un cráter de 500 m de diámetro. Al este del Santa María se hallan los cráteres octavo y noveno.
Petrográficamente, el complejo volcánico del Rincón de la Vieja está conformado por conos compuestos bajos con coladas de lava, localizados sobre un macizo eruptivo de mayor dimensión y edad. Las piedras volcánicas más recientes son principalmente andesitas y piroclastos, escasas andesitas basálticas y dacitas.

## Actividad volcánica
El volcán Rincón de la Vieja es uno de los volcanes más activos de Costa Rica. Su cráter activo presenta una laguna caliente y actividad fumarólica, y ha mostrado recientemente actividad eruptiva e intensa actividad exhalativa.

### Erupciones prehistóricas
Las rocas más antiguas encontradas en el Rincón de la Vieja tienen casi un millón de años. La erupción más antigua datada hasta el momento con radiocarbono se remonta a una edad de 27 000 ±500 años. Se han hallado principalmente depósitos de andesitas, andesitas basálticas y dacitas. La última lava se ha datado en poco más de 4000 años. Se ha determinado la ocurrencia de una erupción subpliniana de unos 3490 ±105 años, con una gran erupción explosiva entre 300 a. C. a 300 d. C.. En general, se han hallado productos que apuntan a erupciones freáticas, eyección de bloques líticos, sedimentos intralagunares, erupciones freatomagmáticos y eventos estrombolianos.

### Erupciones históricas

#### Registros coloniales
La primera referencia a erupciones del volcán Rincón de la Vieja en registros durante la época colonial, aparece en 1765 en los Archivos del Museo Naval de España. En 1844 se menciona acerca de una serie de "extraordinarias y constantes" erupciones que iluminaron el Lago de Nicaragua, atribuidas al Rincón de la Vieja. Antes de 1860, el explorador Ephraim George Squier, encargado por los Estados Unidos para asuntos relacionados con América Central, realizó durante una visita a Costa Rica un dibujo en el cual representa a un humeante volcán Rincón de la Vieja. Entre 1851 y 1863 se reportaron erupciones de vapor y cenizas. En 1860 se reportaron actividades esporádicas, y en agosto de 1863 se registró una erupción corta de vapor y ceniza que duró tres días.

#### SigloXX
La primera erupción histórica registrada durante el siglo xx ocurrió el 14 de junio de 1912 y fue de tipo estromboliana. Entre abril y junio de 1922 ocurrieron fuertes emisiones de vapor y columnas de ceniza, también de tipo estromboliana, con presencia de gran cantidad de piroclastos y cráteres de impacto. Entre 1920 y 1955 hubo varias erupciones de vapor y fuerte actividad fumarólica, con un pico de actividad en 1940. El 29 de junio de 1963 hubo una emisión constante de vapor y anhídrido sulfuroso.
En septiembre de 1966 el volcán inició una actividad eruptiva importante, cuyas erupciones se divisaron desde la ciudad de Liberia, reportándose también en octubre, noviembre y diciembre de ese año, afectándose los tejados, las cercas de púas, pastos, sembradíos, la salud de los habitantes y las aguas de los ríos Colorado, Blanco, Tizate, Negro y Salitral en el cantón de Liberia. Las columnas de cenizas y vapor alcanzaron varias centenas de metros. Se estableció una Zona de la Muerte de 10-12 km de distancia hacia el SSO del cráter activo, la cual nunca se recuperó. El 19 de diciembre se reportaron retumbos, columnas de ceniza que llegaron hasta la ciudad de Liberia y aparecieron gran cantidad de peces muertos en los ríos Colorado, Blanco, Santa Inés, Negro y Tizate, extendiéndose luego la mortandad por toda la cuenca oriental del río Tempisque.
El 17 de enero de 1967, luego de un periodo de calma, el volcán presentó una gran explosión, la mayor vista hasta ese momento, que alcanzó los 7 km de altura, con oleadas y flujos piroclásticos, de tipo freatomagmático. Esta erupción provocó la evacuación de las poblaciones de Dos Ríos de Upala al norte y los pueblos al sur, SO y SE del volcán como Curubandé, Cañas Dulces y Mayorga de Liberia. La actividad continuó sin muchos cambios durante enero y febrero, con una erupción importante el 15 de febrero, y 28 erupciones el 23 de febrero que provocaron la evacuación de 100 personas en la zona al suroeste del volcán. La actividad decreció a mediados del año para reiniciarse en marzo-abril y septiembre-octubre de 1969. Hubo nuevas erupciones de ceniza entre julio y agosto de 1970. Los productos del ciclo eruptivo entre 1966 y 1970 alcanzaron la Ciudad de Liberia y hasta el golfo de Papagayo.
Un nuevo ciclo eruptivo inició en 1983, con erupciones principalmente freáticas que alcanzaron unos 2 km alrededor del cráter activo. Una erupción freatomagmática ocurrió en marzo de 1984, y hubo nuevas erupciones entre de septiembre de 1985 y abril de 1986. En diciembre de 1986 una erupción freatomagmática expulsó bloques de hasta 50 cm de diámetro. El 17 de abril de 1967 hubo una erupción freática asociada a un sismo y formación de lahares.

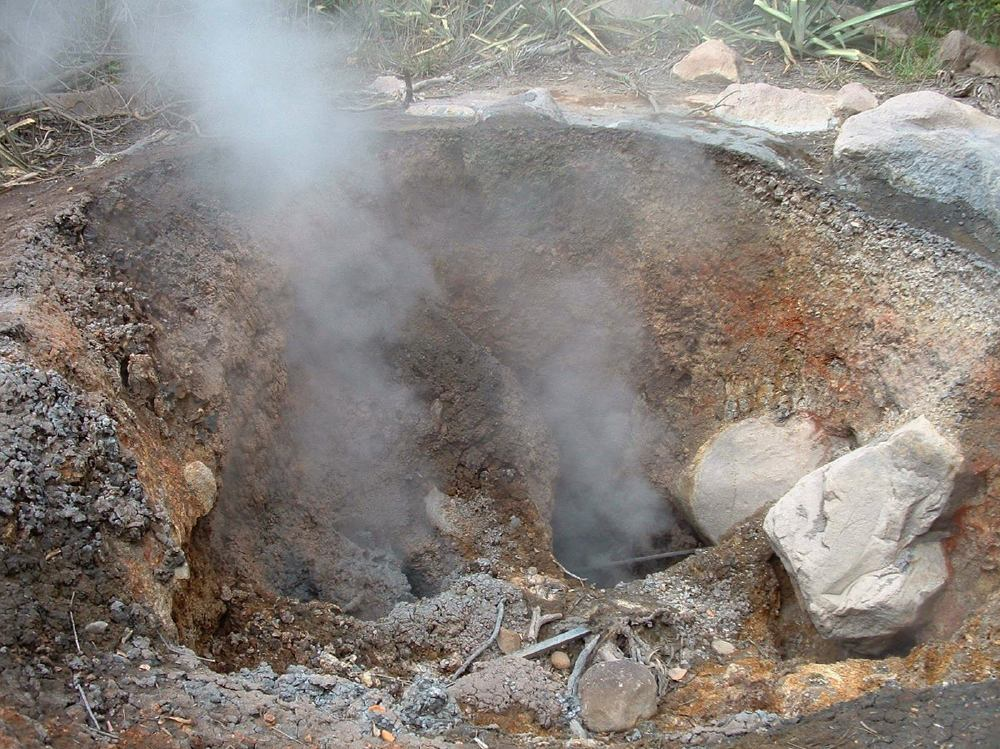
Una fumarola en el Sector Las Pailas.

Se registraron nuevas explosiones entre mayo de 1991 y septiembre de 1992, con una columna de cenizas que alcanzó los 5 km de altura, depósito de material y bombas alrededor del cráter y lahares. Las cenizas cubrieron un área de 200 km². Una nueva erupción ocurrió el 6 de noviembre de 1995, que se prolongó hasta el día 8, de tipo freatomagmático, cambiando el día 9 a un comportamiento fumarólico. Se afectó un área cercana a los 350 km². Se formaron lahares en los ríos cercanos y varios asentamientos quedaron aislados por la crecida de los ríos. La siguiente erupción importante, pero más pequeña que la de 1995, ocurrió el 16 de febrero de 1998, que afectó el flanco norte del volcán y formó lahares sobre los ríos aledaños, con muerte de peces pero sin afectación humana.
En general, la actividad volcánica del Rincón de la Vieja se ha determinado en lapsos de 5 a 7 años entre un ciclo eruptivo y el siguiente, ocurriendo al menos 10 erupciones importantes entre 1863 y 1998, con un periodo anómalo en 1991, que se atribuye disparado por el terremoto de Limón de ese año. El comportamiento clásico ha sido la presencia de erupciones freáticas seguidas por erupciones freatomagmáticas y cerrando nuevamente con freáticas para iniciar un nuevo periodo de quietud.

#### SigloXXI
La actividad eruptiva del volcán Rincón de la Vieja durante el siglo xxi se inició entre 2011-2012, siendo las mayores el 16 de septiembre de 2011 y abril de 2012, aunque de menor intensidad que las del siglo pasado. Entró en un nuevo periodo de actividad a partir de noviembre de 2015. El 10 de marzo de 2016 presentó una importante erupción freática con formación de una columna de ceniza y salida de gases. El 15 de marzo de 2016 tuvo una nueva erupción con formación de una columna de ceniza y vapor de 700 m de altura. El 30 de marzo de 2016 hizo una erupción freática. El 1 de mayo de 2016, se reportó una erupción hidrotermal acompañada de actividad sísmica.
El 23 de mayo de 2017 reportó una erupción que liberó fragmentos de roca y gases calientes, con descenso de estos materiales por la ladera norte del volcán.  Actividad similar sucedió el 11 de junio de 2017. El 23 de junio de 2017 registró una erupción freatomagmática que alcanzó los 2000 m sobre la altura del cráter, arrojando flujos de agua caliente, gases y rocas que bajaron por la ladera norte y en menor medida por la ladera sur. Esta erupción pudo ser divisada desde el Volcán Miravalles en Bagaces, Guanacaste.
El volcán Rincón de la Vieja realizó una nueva erupción de vapor de agua el 29 de septiembre de 2017, elevando una columna de gases de 1000 metros de altura sobre el nivel del cráter. El 3 de octubre se reportaron dos erupciones que alcanzaron los 700 metros y los 1.500 metros de altura respectivamente, compuestas principalmente por vapor de agua.
El 9 de enero de 2018 se produjeron 2 pequeñas erupciones en el volcán. Una ocurrió a las 5:52 p. m. y la mayor a las 5:54 p. m. y se registró una columna que se elevó a 1000 metros sobre la altura del cráter y a 2916 metros sobre nivel del mar. La actividad tuvo una duración de 2 minutos.
El sábado 3 de marzo de 2018 se registró a las 4:12 p. m. una erupción que alcanzó varios metros de altura y fue visible desde distintos sitios cercanos al coloso como Guachipelín y Curubandé de Liberia, así como en Dos Ríos de Upala. Dicha erupción fue de tipo freática (cuando ocurre contacto interno entre magma y agua).
El 17 de octubre de 2018, el OVSICORI reportó una nueva erupción del volcán Rincón de la Vieja, la cual consistió en una expulsión de ceniza que alcanzó 1 kilómetro de altura sobre el nivel del cráter principal.
En el año 2020 se registraron 1200 erupciones, para el año 2021 el volcán realizó 22 erupciones freáticas. El Rincón de la Vieja tuvo otra fase eruptiva en noviembre del 2022.
Durante el mes de abril de 2023 el coloso lanzó 30 erupciones y registra más de 140 eventos en lo que va del año 2023; la erupción más fuerte del año ocurrió el 21 de abril. Esta provocó la expulsión de rocas de hasta 15 centímetros y flujos piroclásticos, así como una disminución del nivel del lago en la ladera norte, debido a la gran cantidad de agua expulsada. La columna de ceniza de la erupción del 21 de abril alcanzó kilómetro y medio desde la base del cráter pero luego el viento la elevó hasta los cinco kilómetros. El 1 de mayo de 2023, el coloso tuvo dos erupciones más: a la 1:05 p. m. y a las 8:32 p. m.
El 29 de mayo de 2023, a las dos de la madrugada se registra nueva erupción con una proyección de material incandescente y la generación de un lahar en el flanco norte del volcán. El nivel del lago baja considerablemente. En los primeros cinco meses de 2023, el volcán ha tenido 139 erupciones, 58 de ellas en mayo, y con un radio de dispersión de materiales de hasta menos de 2 kilómetros.
Durante la semana del 28 de julio al 4 de agosto de 2023, el volcán Rincón de la Vieja reportó 12 exhalaciones (emanación de gases) y 10 erupciones pequeñas. Al 29 de agosto de 2023 ocurrieron 240 actividades volcánicas, y más de 15 solo en agosto.
En la primera semana de 2024 se contabilizaron 8 pequeñas erupciones freáticas y 10 exhalaciones ricas en vapor de agua, gases y aerosoles. Ninguna de estas generó el descenso de lahares calientes o la expulsión de cenizas.
En la semana del 13 al 19 de mayo de 2024 se registró 115 erupciones pequeñas en el Volcán Rincón de la Vieja, y observaciones satelitales confirmaron un nivel bajo del lago y la aparición de un cono de material circular de 30 metros de diámetro al fondo del cráter.
Entre el 17 y 21 de junio de 2024 se reportaron 6 pequeñas erupciones freáticas.
Septiembre 2024. La laguna híper ácida se encuentra a punto de desaparecer y aparecen nuevas fumarolas en el fondo.

## Peligro volcánico
El Rincón de la Vieja es un volcán muy activo, propenso a grandes erupciones. Su principal peligro inmediato es la formación de lahares (corrientes de lodo), cuya peligrosidad aumenta durante la época lluviosa. Esto conlleva un mayor riesgo principalmente para las poblaciones ubicadas hacia el norte del volcán como Dos Ríos y Buenos Aires de Upala. El riesgo de la zona sur es moderado, aunque la presencia de lluvias asociada a erupciones estrombolianas y plinianas aumenta la peligrosidad. En el año 2016, un lahar descendió por el río Blanco producto de las fuertes lluvias, causando la muerte de 3 personas que se encontraban en la Catarata Oropendola en Guachipelín de Liberia. Además, existe una mediana probabilidad de afectación a la población por la formación de lluvia ácida y emisión de cenizas, limitadas a las áreas cercanas al cráter activo como Guachipelín, Borinquen, Curubandé, Santa María, Buena Vista, Cañas Dulces, Nueva Zelanda, Quebrada Grande y según del tamaño de la erupción, las cenizas pueden alcanzar la Ciudad de Liberia, y el Golfo de Papagayo. Las erupciones de tipo freático son las más frecuentes, seguidas de las freatomagmáticas, y en menor grado, estrombolianas. El volcán Rincón de la Vieja está constantemente monitoreado por una red sismológica que rodea su base y flancos, instalada por el Observatorio Vulcanológico y Sismológico de Costa Rica, y la Red Sismológica Nacional de la Universidad de Costa Rica.

## Recursos naturales

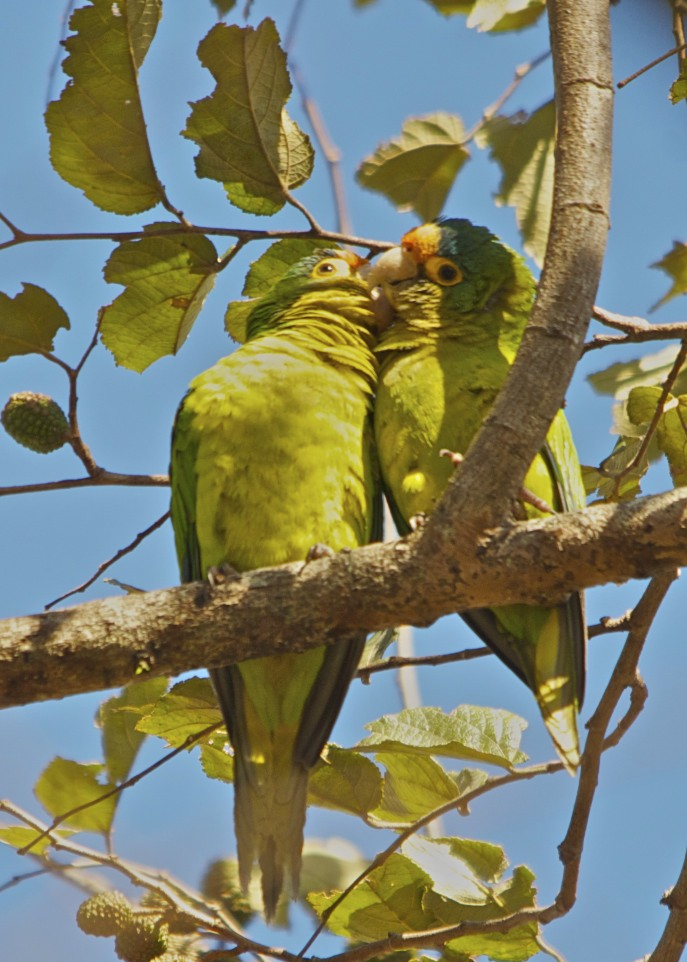
Ejemplares de perico frente naranja en el parque nacional Rincón de la Vieja.

La riqueza natural del volcán Rincón de la Vieja se halla protegida dentro del parque nacional Rincón de la Vieja (PNRV). El macizo volcánico alberga cuatro zonas de vida, ubicadas entre los 600 y los 1900 m s. n. m.:
- Encinar mixto.
- Bosque residual.
- Bosque premontano muy húmedo.
- Bosque pluvial montano bajo.

Existe gran riqueza de especies arbóreas como Solanaceae, Leguminosae, Lauraceae, Guttiferae y Myrtaceae. Entre las especies están el laurel (Cordia alliodora), el indio desnudo (Bursera simaruba), el árbol de Guanacaste (Enterolobium cyclocarpum, árbol nacional de Costa Rica), el cedro amargo (Cedrela odorata), jobo, níspero, copey y jorco. El parque nacional Rincón de la Vieja cuenta con la población silvestre de guaria morada más grande del país, la flor nacional de Costa Rica.
La fauna del parque nacional Rincón de la Vieja es muy variada. Abundan los mamíferos: venado, pizote, cabro de monte, saíno, tepezcuintle, dos especies de armadillos (Dasypus novemcinctus y Cabassous centralis), mapache, perezoso de dos dedos, danta, puma, guatusa, jaguar, león breñero, mono colorado, mono capuchino y mono aullador.
Dentro del área habitan al menos 300 especies de aves, siendo las más comunes pavón grande, pava negra (endémica de Costa Rica), paloma de montaña, tucán pico iris, tucancillo verde, piapia, jilguero, pinchaflor plomizo, zacatero, colibríes, mirlos, tangares y pájaro bobo. El parque nacional Rincón de la Vieja es el hábitat de la perdiz violácea, especie que no se encuentra protegida en ninguna otra unidad de conservación.

## Recursos geotérmicos

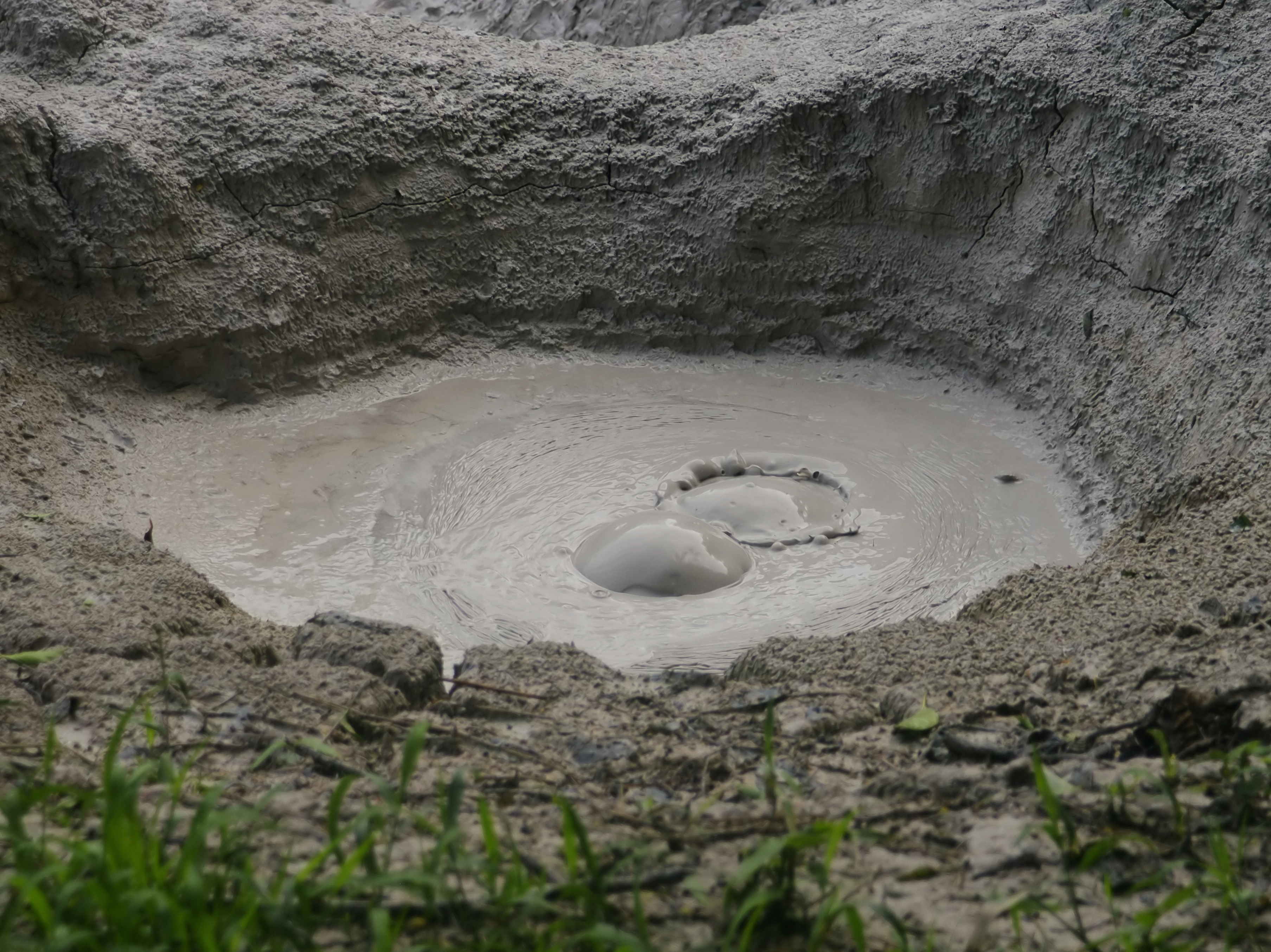
Pequeño volcán de barro en el PNRV.

Uno de los aspectos más destacados del volcán Rincón de la Vieja, por lo que se distingue, es la presencia de cuatro zonas de actividad exhalativa superficial, caracterizada por la presencia de lagunas solfatáricas, hornillas, fuentes termales y pequeños volcanes de barro. Estas zonas reciben los nombres de Hornillas, Azufrales, Boriquen y Las Pailas. Las cuatro zonas están alineadas de noroeste a sureste, paralelas al fallamiento regional. Las cuatro zonas tienen potencial para la generación de energía geotérmica, y en la actualidad existe un proyecto para explotar estas manifestaciones fuera del área del parque nacional. La presencia de estas zonas de actividad da un aspecto de paisaje humeante, además de crear diversas fuentes termales y baños de barro que atraen al turismo.
En lo que se refiere a microorganismos, se ha documentado la presencia de algas tipo Cyanidium y protozoarios como Euglena pailasensis  (especie descrita en Costa Rica) en los bordes rocosos de las pozas termominerales y barros hirvientes. Estas especies pueden subsistir en condiciones extremas de temperatura (entre 18 °C y 93 °C) y acidez (pH entre 1 y 4). En los ambientes fríos, también se ha descrito la presencia de endolitobiontes y diatomeas.

## Recursos hídricos

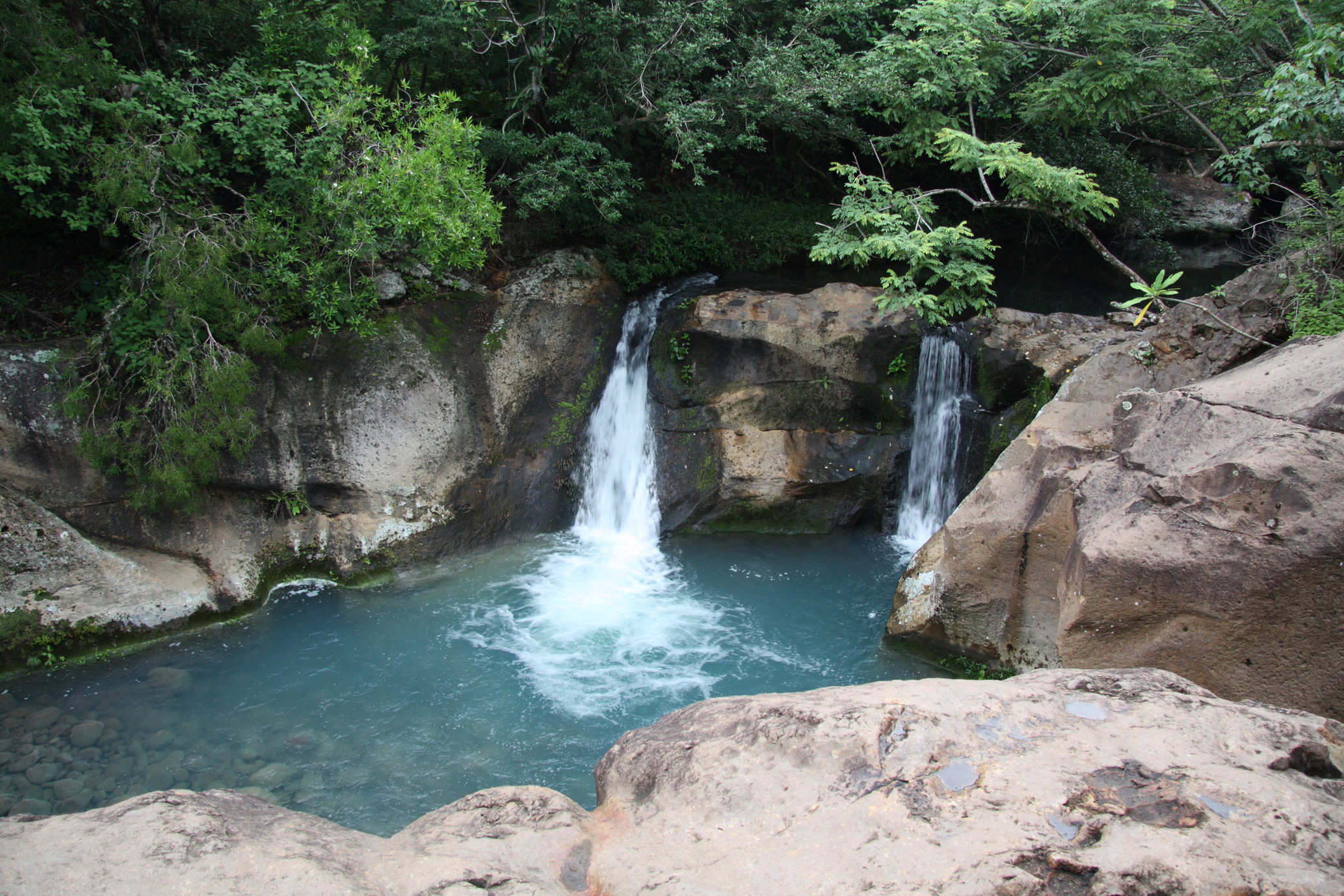
Catarata Las Chorreras dentro del parque nacional Rincón de la Vieja.

El macizo del volcán Rincón de la Vieja se encuentra ubicado en la divisoria de aguas entre el océano Pacífico y el Atlántico. En él nacen 32 ríos, entre ellos los ríos Liberia, Colorado, Negro, Ahogados, Pénjamo, Blanco, Santa Inés, Tizate, Salitral, Azul y Azufroso, además de 16 quebradas intermitentes. Estas cuencas hidrográficas surten de líquido a la ciudad de Liberia, además de que algunos de ellos son afluentes de la cuenca del río Tempisque, la más grande del país.

## Clima
El clima de la región es el propio del Pacífico Norte de Costa Rica, con dos estaciones climatológicas bien definidas y un verano por lo general seco. Las condiciones atmosféricas que se manifiestan en la zona del Rincón de la Vieja y principalmente alrededor del cráter activo, son de mucha nubosidad, bajas temperaturas y fuertes vientos, por ser un paso de montaña. La época seca va de diciembre a abril, mientras que la época lluviosa va de mayo a noviembre, provocando usualmente mañanas soleadas y tardes con fuertes precipitaciones, con más frecuencia en la ladera pacífica de la cordillera durante esta época. La ladera caribeña del volcán no cuenta con una estación seca definida, por lo que las precipitaciones se presentan durante casi todo el año, con una reducción durante los meses de marzo y abril. Por otra parte, la temperatura en la cima del complejo volcánico Rincón de la Vieja puede rondar los 5 °C que combinados con los fuertes vientos imperantes en la zona y  nubosidad, la sensación térmica puede ser mucho menor, convirtiéndose en el punto más frío del cantón de Liberia.

## Historia y cultura

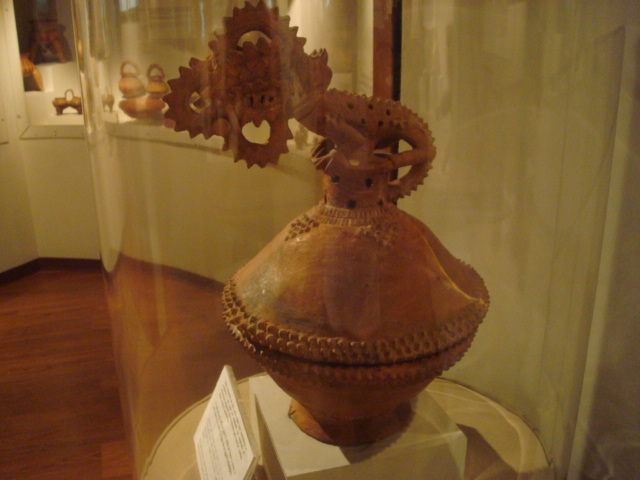
Incensario precolombino nicoyano, cuya forma recuerda un volcán.

Según cuenta la leyenda liberiana, en las cercanías del volcán se encontraba una tribu indígena dirigida por el cacique Curubandé. La hija del cacique, la princesa Curabanda, se enamoró de Mixcoac, jefe de una tribu enemiga vecina. Cuando el cacique Curubandé, se enteró de la relación, capturó a Mixcoac y lo sacrificó lanzándolo dentro del cráter del volcán. Curabanda huyó enloquecida por lo sucedido y se fue a vivir al lado del volcán donde había muerto su amado Mixcoac. Allí dio a luz un hijo y para permitir que el hijo estuviera con su padre, ella también lo lanzó dentro del volcán y por el resto de su vida, Curubanda vivió cerca de las cumbres del volcán, envejeció, aprendió a sanar con medicinas obtenidas del volcán y llegó a ser una poderosa curandera. La gente se refería a su casa como el “Rincón de la Vieja”. Desde entonces el volcán lleva ese nombre y el espíritu de Curubanda (la vieja curandera), aún susurra en los densos bosques que abrazan la cima del volcán.
Así como la leyenda anterior, los volcanes juegan un papel importante en el acervo cultural del pueblo costarricense. Su influencia es clara en los hallazgos arqueológicos precolombinos, entre los cuales se hallan incensarios de cerámica cuya forma recuerda un cono volcánico. Estos objetos fueron utilizados con fines rituales y funerarios por los pueblos corobicíes y nicoyanos.
La primera descripción del volcán Rincón de la Vieja la hacen los alemanes Wagner y Scherzer en 1853, aunque sin escalar su cumbre. El médico y naturalista alemán Alexander von Frantzius (1821-1877) también visita la región en 1861 y elabora un mapa donde lo denomina como volcán La Vieja. Von Frantzius también describe la existencia de las hornillas y las solfataras.
El primer ascenso a la cúspide del Rincón de la Vieja que se encuentra claramente documentado es el del explorador, geólogo y geógrafo alemán Karl von Seebach (1839-1880), quien llegó a su cúspide el 9 de enero de 1865. Seebach, en compañía del gobernador del en ese entonces Departamento de Guanacaste, Manuel Esquivel, describe su visita al sitio de Las Hornillas, en las faldas del Rincón de la Vieja, así como la presencia de solfataras y pozos de barro hirviente. Posteriormente, narra el ascenso a pie hacia la cumbre del volcán, enfrentando muchas dificultades a causa de los fuertes vientos y lo quebrado de la ruta, cruzando tajos de piedra y enfrentando empinadas cuestas, hasta llegar por fin al cráter, desde donde observa la llanura de Guanacaste y el océano Pacífico por un lado, y el río Frío y el lago de Nicaragua hacia el otro extremo, así como las llanuras de los Guatusos, e incluso vislumbra un poblado indígena de aproximadamente 500 habitantes. Seebach también describe su descenso, que casi le cuesta la vida a causa de la neblina, así como la vegetación exuberante hacia el sur del cono volcánico, y la presencia de barrancos y numerosas cascadas.
En 1920, los costarricenses Eladio Baldioceda y Edgardo Baltodano realizaron la primera ascensión hecha totalmente por nacionales. Baldioceda y Baltodano lograron divisar desde la cima del volcán el océano Pacífico desde Puntarenas hasta San Elena, así como el lago de Nicaragua con sus islas. La primera publicación acerca del volcán hecha por un costarricense es la del naturalista José Fidel Tristán (1874-1932), director del Colegio de Señoritas, que la publicó en febrero de 1921 en la Revista de Costa Rica, bajo el nombre Apuntes sobre el Volcán Rincón de la Vieja.
El parque nacional Rincón de la Vieja fue creado por Ley de la República N.º 5398 del 23 de octubre de 1973. El volcán en la actualidad es constantemente monitoreado por el Observatorio Vulcanológico y Sismológico de Costa Rica, la Red Sismológica Nacional de la Universidad de Costa Rica, y el Instituto Costarricense de Electricidad.

## Economía

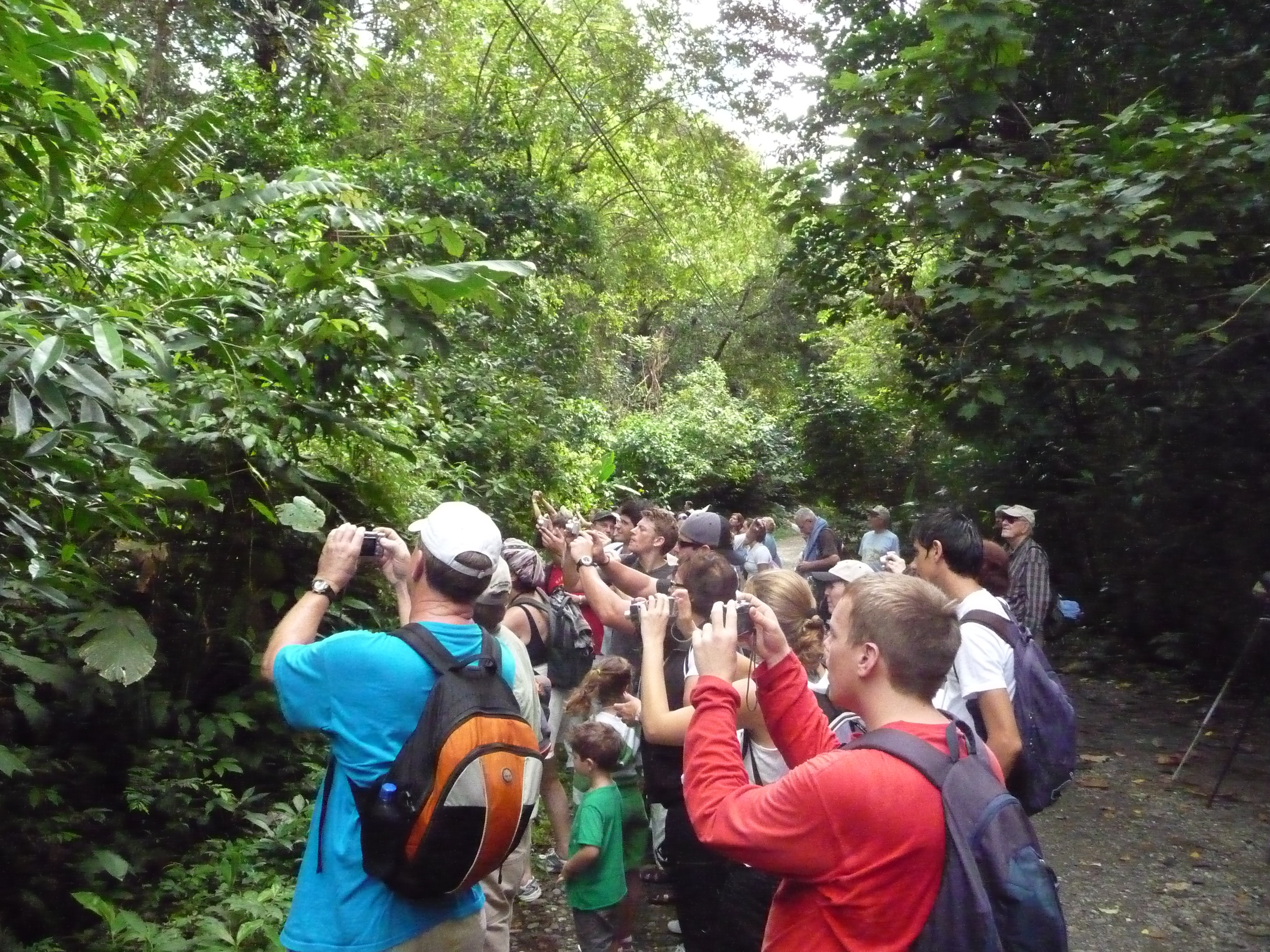
Turistas en el parque nacional.

En las faldas y alrededores del volcán se realizan importantes actividades económicas, principalmente agropecuarias y de turismo. Se siembran banano, café, caña de azúcar, piña y plantas ornamentales. En las llanuras aledañas se realiza una intensa actividad de ganadería para la producción de carne. El parque nacional Rincón de la Vieja es el parque más visitado del Área de Conservación Guanacaste (44 597 visitantes en 2007), atraídos por la biodiversidad, las fuentes termales, los volcanes de barro, las solfataras, las piscinas naturales, los baños de lodo y el paisaje humeante a modo de "mundo perdido".
Una actividad prometedora de la región es la producción de electricidad a partir de energía geotérmica. El Instituto Costarricense de Electricidad, en conjunto con la Agencia de Cooperación de Japón, mantiene los proyectos geotérmicos en el cantón de Liberia como: Las Pailas I y II, Borinquen I y Borinquen II. Estos proyectos, que en su conjunto generan 165 megavatios (8 % de la energía eléctrica del país), se ubican en las faldas del volcán Rincón de la Vieja.

## Galería

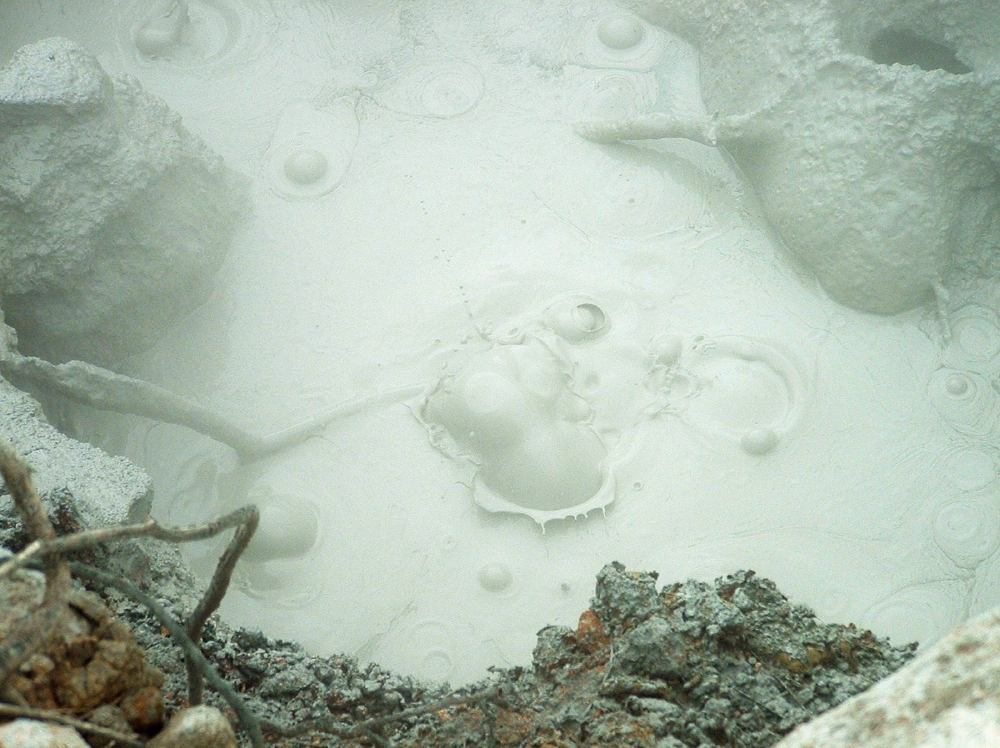
Detalle del volcán.
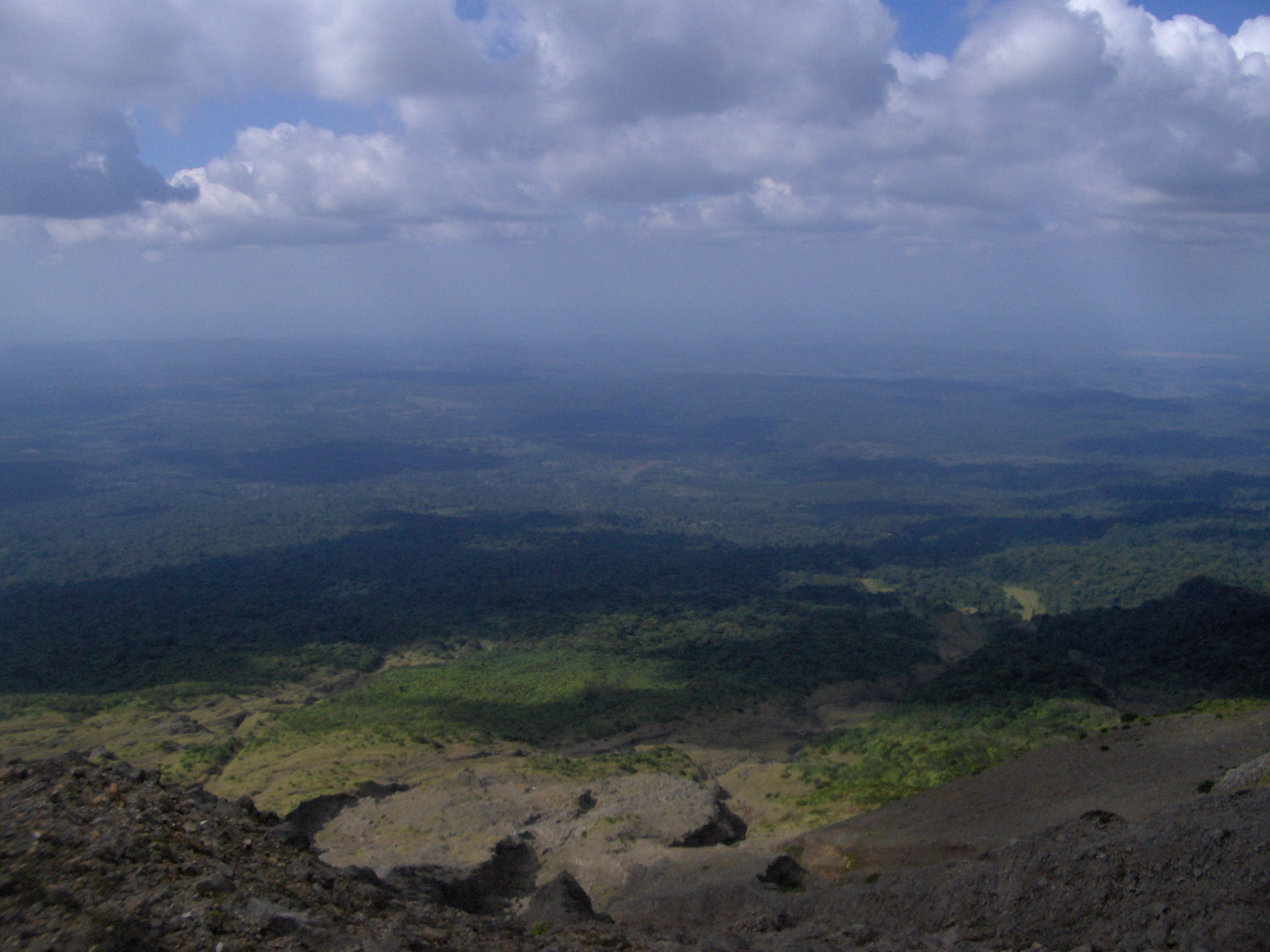
Vista desde la cima del Rincón de la Vieja.